# HD 54912
HD 54912，又名CD-25 4120，SAO 173101、HR 2704，是一颗恒星，视星等为5.69，位于銀經237.5，銀緯-7.48，其B1900.0坐标为赤經7h 5m 35.7s，赤緯-25° -7.48′ 9″。